# Roland Mesnier
Roland Robert Mesnier (Bonnay, 8 de julho de 1944 – Burke, 26 de agosto de 2022) foi um confeiteiro e escritor de culinária francês naturalizado norte-americano.

## Biografia

### Início de vida
Roland Robert Mesnier nasceu em Bonnay, Doubs, França, em 8 de julho de 1944, sendo o sétimo de nove irmãos. Sua mãe era uma dona-de-casa que, segundo ele, era uma "cozinheira maravilhosa". Mesnier optou pela carreira culinária quando viu que seu irmão mais velho, Jean, era um dos principais padeiros de uma confeitaria. Roland Mesnier teve vários empregos em hotéis de Paris e de Hanôver e Hamburgo, na Alemanha.
Como a maioria dos jovens aprendizes, Mesnier a princípio recebeu apenas tarefas domésticas, como fazer compras no supermercado, para ver se estava realmente interessado em aprender a profissão. Mesnier ficou e, eventualmente, foi ensinado a fazer bolos , croissants e brioche. Ele também foi exposto pela primeira vez à massa folhada e moldagem de chocolate, que lançaram as bases para suas futuras especialidades. Aos 17, passou no exame de aprendizagem e começou a procurar um trabalho que melhorasse suas habilidades e sua reputação.
Eventualmente, ele encontrou seu caminho para Paris, trabalhando em um restaurante e confeitaria perto da Ópera Garnier. Ele logo dominou tudo o que havia para aprender em Paris e, a conselho de seu empregador, foi para a Alemanha Ocidental, onde as técnicas eram mais avançadas. Mesnier morou em Hamburgo e Hanôver e aprendeu a modelar maçapão, além de fazer bolos, biscoitos e fondants, além dos idiomas alemão e inglês.

### 1979-2004: Casa Branca
Em 1979, Roland foi contratado como chefe de pastelaria na Casa Branca, pela primeira-dama Rosalynn Carter. O chef se aposentou em 30 de julho de 2004.

### Morte
Em 26 de agosto de 2022, Roland Mesnier faleceu aos 78 anos em decorrência de um câncer.

## Vida pessoal
Depois de se aposentar, Mesnier escreveu um livro sobre suas experiências na Casa Branca, intitulado All the President's Pastries (2007).
Pouco tempo antes de sua morte, Mesnier entrou em uma instalação de vida assistida em Burke, Virgínia.